# Michaell Chirinos
Michaell Chirinos (sinh ngày 17 tháng 6 năm 1995), là một cầu thủ bóng đá người Honduras thi đấu ở vị trí tiền vệ chạy cánh cho Olimpia.